# Зубовка (Тульская область)
Зубовка — деревня в Кимовском районе Тульской области России.
В рамках административно-территориального устройства является центром Зубовского сельского округа Кимовского района, в рамках организации местного самоуправления входит в сельское поселение Новольвовское.

## География
Расположена в 5 км к северо-востоку от железнодорожной станции города Кимовска.

## Население
| 2002 | 2010 |
| ---- | ---- |
| 269  | ↘243 |

Население — 243 чел. (2010). 